# محافظة الأسياح
محافظة الأسياح هي محافظة سعودية تابعة إدارياً لمنطقة القصيم. يوجد فيها أكثر من ثلاث عشرة قرية، وتقع كلها على خط واحد، تمتد لأكثر من سبعين كيلومتراً شمالاً وجنوباً. تحوي المحافظة أكثر من ثلاثين مدرسة للبنين مع مدارس قبة يدرس فيها أكثر من ستة آلاف طالب (عدا مدارس البنات وهي أكثر). توفرت فيها مقومات الحياة كالزراعة والرعي وصناعة الحرف القديمة، فيها بلدية وفرع للمياه، فيها شركة اتصالات، وتم إنشاء مستشفى عام بحجم 50 إلى 100 سرير. وتملك حديقة أو منتزه سد مارد وتشتهر الزراعة هناك بمزارع نخيل كثيرة تقدر بـ 70 ألف نخلة وتشتهر بمهنة الرعي لوجود مقومات هاتين المهنتين. وأيضاً يوجد فيها نادي الأسياح الذي يقبع في دوري المناطق.

## السكان
- بلغ عدد سكان محافظة الأسياح (35,533) نسمة حسب تعداد السعودية 2022، عدد السعوديين (27,206) نسمة، وعدد غير السعوديين (8,327) نسمة.[3]

## نبذة تاريخية
تضاربت الأقوال حول عدد بلدان الأسياح التي قامت في الجاهلية وعند ظهور الإسلام وبعده بأزمان متباعدة. بنيت تلك الاختلافات لتغير بعض المسميات تغيراً كاملاً مثل النباج إلى الأسياح فعرفت بالموقع والتحديد. ولزوم بعض الأسماء في الوقت الحاضر كما كانت في الماضي مثل قصر مارد الاثر التاريخي الباقي. ومن الأسماء ماتغير للتخفيف أو التلطيف مثل ضئيده إلى ضيده وأبو الديدان (أبا الدود) وهذا وارد في بقاع الأرض قاطبة من عدم لزوم الاسم حرفياً وقد ذهب المؤرخون إلى وجود العمارة بالأسياح (النباج) إلى ما قبل الإسلام.
وعندما تولى عبد الله بن كريز إمارة البصرة في خلافة أمير المؤمنين عثمان بن عفان أعاد اعمار الأسياح (النباج) خدمة لحجاج البصرة وحفر عيونها وحسنها ولقد روي أن سبب تسميتها بالنباج كثرة أهلها آنذاك ولوجود الابار والعيون التي أصبح ماؤها يسيح على وجه الأرض تحول اسمها من النباج إلى الأسياح. وبعد أن ذاع صيت النباج اثر عمارة عبد الله بن كريز لها ازدهرت زراعياً لخصوبة تربتها وعذوبة مائها لكنها عادت لتصبح عيوناً مهجورة غائر ووآباراً مندثره ليتجدد عهدها في زمن الخليفة هارون الرشيد حين قامت زوجته زبيدة باحياء طريق حاج البصرة الأسياح (النباج) فكانت محطة من محطات الحجاج وأصبح لها شان آنذاك. وتأتي بعد ذلك فترة تاريخية مضلمة لم يصل وصفها لننقل إليك حال الأسياح فيها.
وجاء في الحقبة المظلمة تلك (سلطان مارد)الذي لم يعرف من أين جاء ومتى وإن كان معضم ظن الإخباريين والمؤرخين أنه أعجمي من الترك أو الروم عاش في إحدى الفترات بين القرن الرابع إلى القرن الحادي عشر رجع شيخنا العلامة محمد ناصر العبودي (زمن سلطان مارد) أنه في القرن العاشر حينما استوطن الاسيح وكانت له قوة لا تقهر.وأعتقد أنه أرسل لتأديب قطاع الطرق الذين يتعرضون لحجاج البصرة وغيرهم ولكنه أمن الطريق ونفذ سلطان وأصبح لايرد له طلب وتمرد على الحاكم العراقي الذي أرسله ومن هنا جاء اسمه (سلطان مارد) وله في النباج أصلاحات حيث أعاد بعض عيونها وأقام قصراً عظيماً فيها لا تزال أثاره باقية إلى يومنا هذا شاهدة على قوة باسه. وأيضاً شيد فيها السد الحجري الذي اندثر غالبه وبقية منه أجزاء بسيطة.
وانتهى عهد سلطان مارد وفترة زمنية مظلمة بمجيئ عهد جديد حينما وليها (آل فهيد) الأسرة التي رفعت اسم الأسياح بكرمها وشهامتها.. وقصة إعادة بناء أسرة آل فهيد لمنطقتهم الأسياح تذكر ان جدهم المعروف فهيد بن فهيد انتقل من الأسياح إلى الزلفي ثم العراق بعد أن قدم جيش من العراق قاصداً أراضي نجد بقيادة ثويني آل شبيب للقضاء على دعوة شيخ الإسلام محمد بن عبد الوهاب السلفية التي ناصرها الامام محمد بن سعود..توقف ثويني وعسكره في بلدة التنومة بالاسياح وجرى حصار استمر لقرابة الثمانية أشهر انتهى بعقد هدنه بين الطرفين رغم معارضة أمير التنومة آنذاك ولكن إصرار بعض رجالها ووثوقهم بثويني أدى إلى توقيع هندنه بين الطرفين الأمر الذي حدى بأميرهم للانتقال السريع مع أسرته إلى الزلفي لطلب المعونة من أبناء عمه ومحاولة أرسال رسالة إلى الإمام محمد بن سعود لنجدتهم لكن كل ذلك لم يحول من حدوث مذبحه من أبشع ما تعرضت له نجد فقد قام ثويني وجنده بدخول التنومة لغرض أداء صلاة الجمعة وأخفوا داخل ملابسهم ما استطاعوا من الأسلاحه وما ان فرغ الإمام من الصلاة حتى أجهز كل جندي من جنود ثويني على من بقربة من الرجال وبعد ذلك قاموا بخرابها وقتل رجالها خارج المسجد وقطع نخيلها وزرعها ولم ينجوا الا عدد قليل من الرجال وكان ذلك في سنة 1201هـ.

## المستكشف الفرنسي شارل هوبير
يقول المستكشف الفرنسي شارل هوبير في رحلتة الي الجزيرة العربية في سنة 1295 للهجرة قال بعد وصولي بأربعة أيام لبريدة، قمت برحلة شمال بريدة إلى عين ابن فهيد وهي بلدة قديمة جدا يغذي نخيلها خمسة ينابيع.انما مياهها الصافية والجميلة المنظر غير صالحة للشرب لأنها متخمة بأملاح الكلس والماغنيزيوم. واحصى عدد سكانها 600 نسمة وكانت عين ابن فهيد في ازدهار مضطرد.وقد رأيت فيها عدة مزارع نخيل على مسافة 3 كيلومترات شمالا من عين ابن فهيد أطلال قديمة تدعى قصر مارد.وهو عبارة عن مبنى كبير مربع، ضخم جدا، بنى بالحصى والملاط الكلسي طول أضلاعه 40 مترا تقريبا وأضلاع الباحة الداخلية 30 مترا.يواجه باب المدخل الغرب أي القرية الواقعة على قمة تلة صغيرة تشرف على المنطقة. على بعد خطوات، من الجانب الشمالي للقصر، صخرة على شكل طاولة يتراوح طولها ما بين 40 و 50 مترا ويبلغ ارتفاعها مترين، تحمل نقوشا حميريه عديدة ولكنها كلها ممحوة تقريبا ولم أتمكن من نسخ الا بعضها. من الناحية المقابلة للقرية تقريبا، على بعد كيلومترين إلى الشمال الغربي فوهة بركان قديمة تشير إليها كتل كبيرة من الحث منتشرة على مساحة 500 متر مربع تقريبا وأحيانا مغطاة كليا بالنقوش. وعلى غرار بلدات عديدة أخرى في الجزيرة العربية وبالأخص في نجد، فقد تحملت عين ابن فهيد نتائج كل الثورات التي هزت هذا البلد فأفرغت مرارا من سكانها وعادت آهله.الإقامة الحالية ترقى إلى ثمانين سنة.وبالطبع فأن احدا من السكان الحاليين لايعرف شيئا عن الذين سبقوه في هذا المكان. في اليوم الثالث من وصولي في 13 آب، غادرت عين ابن فهيد قبل الفجر بوقت طويل وبعد ساعتين قادتنا مسيرة عشرة كيلومترات جنوبا إلى آبار وسيطة المهمة لأنها تزود عين ابن فهيد بمياه الشرب. كل ليلة قرابة منتصف الليل يذهب رجلان يقودان خمسة عشر حمارا من القرية حاملة قرب السكان ويملأونها من آبار وسيطة.ويسيرون يوميا مسافة 20 كيلومترا للحصول على كمية المياه اليومية اللازمة.

## الآثار
يوجد في الأسياح آثار مثل سد مارد وقصر مارد الأثري وقصر خريف بن فواز الطويان في السيح والتنومة القديمة التي تعود إلى ما يقرب من أربعمائة عام، وأبا الورود القديمة التي تعود إلى أكثر من 260 عام، والأحجار المكونة دوائر على هيئة مساكن على امتداد صفراء الأسياح وتحديداً غرب أبا الورود حنيظل، وهذه تعود ربما للعهود المظلمة التي مرت بنجد، وتحديداً من القرن الرابع حتى القرن التاسع الهجري. وتعتبر كل من التنومة وحنيظل وأبا الورود من أقدم قرى محافظة الأسياح.

## المراكز والقرى التابعة
يوجد في الأسياح أكثر من ثلاث عشرة قرية، تتوزع على النحو التالي:
- عين بن فهيد: حاضرة محافظة الأسياح ومقر المحافظة وفيها الدوائر الحكومية، وهي المركز الرئيسي للأسياح قديماً وحاضراً. أسسها محمد بن فهيد الأسعدي العتيبي في فترة حكم عبد العزيز بن محمد بن سعود الذي توفي سنة 1218 هـ، وكان قد خرج من التنومة بعد تدمير ثويني بن عبد الله (زعيم قبيلة المنتفق) لها واتجه إلى العراق وفيها أرشده أحد العلماء هناك إلى العيون ومكانها وأخبره بقصة عبد الله بن عامر بن كريز فرجع إلى الأسياح واستقطعها من الإمام عبد العزيز بن محمد بن سعود وحفر العيون وأحياها بعد أن انطمرت لسنين طويلة، ويعتبر مؤسس عين ابن فهيد.
- خصيبة: تقع في قلب محافظة الأسياح وهي الأكبر والأكثر نموا في المحافظة، أسسها ذعار بن حماد الفريدي الحربي عام 1339 هجرية، ويقطنها أكثر من 5000 نسمة من الفرده من حرب ويرأس مركزها غازي بن علي بن ذعار الفريدي. وهي تتوسط شعيب الجارمة أو ما يسمى بشعيب الخصيبة .
- التنومة : هي أقدم قرى محافظة الأسياح، وتقع في شمال محافظة الأسياح، ويعود تاريخها إلى 300 عام[5]، وفيها حدثت وقعة التنومة الشهيرة عند قدوم ثويني بن عبد الله ومحاصرتها ودخولها. وتسمى أم الأسياح لأن سكان عدد من قرى الأسياح خرجوا من التنومة وهم أهالي أبا الورود وعين ابن فهيد وطريف وقصر العبد الله والبرقاء.
- أبا الورود: وقد تأسست في منتصف القرن الثاني عشر الهجري وتتوسط أبالورود ثلاث طرق وفيها روضة تسمى باسمها تجتذب السياح خاصة في فصل الربيع.
- قصر العبد الله: إحدى قرى الأسياح القديمة، وهي لأحفاد عبد الله بن فهيد وتقع بالقرب من عين بن فهيد. وقد أصبحت أحد الأحياء الجميلة بالمحافظة.
- طريف الأسياح : تسمى بهذا الاسم نسبة إلى نبات الطرفاء الذي يشبه الأثل، وتقع بين التنومة وعين بن فهيد، يمر بالقرب منها طريق الحجاج المتجه إلى المدينة والتي أسستها أسرة الحسن من الحناتيش من عتيبة
- البرقاء: إحدى قرى الأسياح القديمة وتقع على طريق حجاج البصرة ويوجد بها بقربها بركة من آثار درب زبيدة. وقد أصبحت أحد أحياء المحافظة.
- حنيظل: اسمها نسبة إلى نبات الحنظل، وكثيراً ما قرنت بأبا الورود لقربها منها، وتسميتها قديمة، وفيها روضة تسمى باسمها من أبرز المواقع في فصل الربيع.وقد اسسها حمد العلي الطويان الجبري الخالدي الملقب بالقصير
- الجعلة: كانت مورد ماء في الجاهلية، وتقع جنوب عين بن فهيد ذكرها الأصبهاني وقال: (لبني أسيد ماء عظيمة يقال لها الجعلة). ويمر من خلالها طريق حجاج البصرة الفرع المتجه إلى مكة. وقد وهبها الملك عبد العزيز لمنديل بن غنيمان وجماعته عام 1346 هـ.
- مركز البرود : إحدى القرى وسط الأسياح تقع بين التنومة والخصيبة أقتطعها الملك عبد العزيز لابن مضيان الظاهري من قبيلة حرب.
- ضيدة: آخر مراكز الأسياح من جهة الشمال، وقد سميت بهذا الاسم نسبة إلى ماء ضيدة التاريخي الذي يقع على بعد سبعة كيلو مترات جنوباً. وتتميز بعذوبة مائها وقربه من سطح الأرض.
- البندرية: أحدث قرى الأسياح، أسست سنة 1398 هـ وهي مدخل الأسياح الجنوبي وتسميتها نسبة إلى الأمير بندر بن محمد بن عبد الرحمن آل سعود.
- مركز المدرج: إحدى أهم القرى، وتقع شمال غرب طلحة. ويتصل جال مدرج الشرقي بصفراء الأسياح (حلة النباج) وتقع المدرج على طريق حجاج البصرة المتجهين للمدينة المنورة. وهي قريبة من ناضرة ومن محير وادي الترمس وقد ذكره العديد من المؤرخين مثل العبودي وابن بشر وياقوت وآخرون. وسكانها هم من قبيلة الظواهرة من حرب.
- الطلحة : على لفظ الطلحة أحد الأشجار المعروفة، وهي عبارة عن روضة في ظهر الجال الواقع بين المدرج والأسياح، حيث تقع في أقصى شمال صفراء الأسياح التي كانت قديماً تسمى حلة النباج. وقرية طلحة من أهم القرى التي تخدمها البلدية وتقع شمال غرب ضيدة.

## وصلات خارجية
- بلدية محافظة الأسياح
- المجلس البلدي لبلدية محافظة الأسياح
- مكتب التربية والتعليم في محافظة الأسياح